# 姜世晃
姜世晃（韓語：강세황；1713年5月21日—1791年1月23日），字光之（韓語：광지），号豹菴（韓語：표암），本贯晋州，朝鲜王朝后期文臣，画家。61岁做官，1784年来到北京，以书画受到乾隆帝的称赞。